# Comuna de Czernichów
Czernichów (polaco: Gmina Czernichów) é uma gminy (comuna) na Polónia, na voivodia de Pequena Polónia e no condado de Krakowski. A sede do condado é a cidade de Czernichów.
De acordo com os censos de 2004, a comuna tem 12 798 habitantes, com uma densidade 152,7 hab/km².

## Área
Estende-se por uma área de 83,8 km², incluindo:
- área agricola: 69%
- área florestal: 18%

## Demografia
Dados de 30 de Junho 2004:
|                      | Total   | Total | Mulheres | Mulheres | Homens  | Homens |
| -------------------- | ------- | ----- | -------- | -------- | ------- | ------ |
|                      | pessoas | %     | pessoas  | %        | pessoas | %      |
| População            | 12 798  | 100   | 6494     | 50,7     | 6304    | 49,3   |
| Densidade (pop./km²) | 152,7   | 100   | 77,5     | 77,5     | 75,2    | 75,2   |

De acordo com dados de 2002, o rendimento médio per capita ascendia a 1210,02 zł.

## Comunas vizinhas
- Alwernia, Brzeźnica, Krzeszowice, Liszki, Skawina, Spytkowice